# Nokere Koerse 1984
La Nokere Koerse 1984, trentanovesima edizione della corsa, si svolse il 14 marzo per un percorso con partenza ed arrivo a Nokere. Fu vinta dal belga Jan Bogaert della squadra Dries-Verandalux davanti ai connazionali Patrick Versluys e Erik Stevens.

## Ordine d'arrivo (Top 10)
| Pos. | Corridore          | Squadra                           | Tempo    |
| ---- | ------------------ | --------------------------------- | -------- |
| 1    | Jan Bogaert        | Dries-Verandalux                  | 3h23'00" |
| 2    | Patrick Versluys   | Splendor-Marc-Mondial Moquette    | s.t.     |
| 3    | Erik Stevens       | Eurosoap-Crack Meubelen-Euro Zeep | a 10"    |
| 4    | William Tackaert   | Fangio-Ecoturbo-Eylenbosch        | s.t.     |
| 5    | Eric Van de Wiele  | TeVe Blad-Perlav                  | s.t.     |
| 6    | Dominique Turcksin | Eurosoap-Crack Meubelen-Euro Zeep | a 17"    |
| 7    | Jos Schipper       | AVP- Viditel-De Vries Lotto       | s.t.     |
| 8    | Walter Schoonjans  | TeVe Blad-Perlav                  | a 25"    |
| 9    | Louis Luyten       | Dries-Verandalux                  | s.t.     |
| 10   | Eric Vanderaerden  | Panasonic                         | s.t.     |